# Gustavschacht
Der Gustavschacht war eine Steinkohlengrube des Potschappler Aktienvereins. Der Schacht lag im zentralen Teil der Steinkohlenlagerstätte des Döhlener Beckens auf Birkigter Flur.

## Geschichte
Der Besitzer des Rittergutes Potschappel, Johann Gustav Klette, begann 1827 mit dem Teufen des Schachtes. Der bei 270 m ü. NN angesetzte Schacht erreichte eine Teufe von 173 Metern. Ab 169 Meter wurde das 1. Flöz mit einer Mächtigkeit von 4,00 Metern durchteuft. Zur Förderung kam ein Pferdegöpel zum Einsatz.
Der Schacht stand am Südrand des Roten Ochsen, der Hauptverwerfung im Döhlener Becken. Mit einem 160 Meter langen Querschlag Richtung Süden wurde die Randzone der Verwerfung durchfahren und das hier um 42 Meter herausgehobene und nach Süden einfallende 1. Flöz wieder angefahren. In einer saigeren Teufe von 4,90 Metern unter dem 1. Flöz wurde dabei das 2. Flöz mit einer Mächtigkeit von 1,00 Metern und in einer saigeren Teufe von 4,00 Meter unter dem 2. Flöz das 3. Flöz mit einer Mächtigkeit von 1,00 Metern durchfahren. In Richtung Norden waren die Flöze durch die Verwerfung in mehreren Schollen um 323 Meter abgesenkt. Die Lage des Schachtes am Rande der Verwerfung ließ nur eine eingeschränkte Kohlegewinnung zu.
Zur Entwässerung des Grubenfeldes diente der in einer Teufe von 115 Metern einkommende Potschappler Stolln.
Im Jahr 1836 wurde der Schacht vom Potschappler Aktienverein übernommen, und 1848 abgeworfen.
In 35 Meter westlicher Entfernung vom Schacht wurde 1978 der Blindschacht 2 durch den Bergbaubetrieb „Willi Agatz“ der SDAG Wismut geteuft. Ab 1983 wurde von hier aus das Feld am Gustavschacht erneut aufgefahren. In der Horizontalförderung kamen hier Akkulokomotiven vom Typ EL 9 zum Einsatz.